# Transportochłonność
Transportochłonność – stopień zaangażowania transportu przy obsłudze przewozowej innych działów gospodarczych. Na transportochłonność składa się zużycie pracy żywej oraz materiałów i energii w działalności transportowej wykonanej na rzecz jednostki. Wyznacza ona, ile ton różnego rodzaju ładunków, tj. surowców, materiałów pomocniczych, należy dowieźć do miejsca produkcji, aby wytworzyć określone produkty finalne.
Gospodarki nisko rozwinięte (np. Afryka) mają wysoką transportochłonność. Oznacza to, że przewożą dużą ilość towarów o niskim przetworzeniu. W Polsce porównując 2002 do 1990 transportochłonność spadła dwukrotnie, czyli wożonych jest coraz więcej produktów o wysokim stopniu przetworzenia (zmniejszenie masy przewozowej), ale porównując do Europy ten współczynnik jest jeszcze 2 razy większy.

## Transportochłonność w Polsce
- 1990 – 27,4
- 2002 – 12,8